# Валитово (Кугарчинский район)
Вали́тово (баш. Вәлит) — деревня в Кугарчинском районе Башкортостана, входит в состав Ялчинского сельсовета. 

## Население
| 2002 | 2009 | 2010 |
| ---- | ---- | ---- |
| 72   | ↗82  | ↘74  |

## Географическое положение
Находится на берегу реки Белой.

## Известные уроженцы
- Валитов, Загир Суфиянович (1.11.1940—17.02.2019)) — актер, Народный артист РФ (2000) и БАССР (1984)[3].